# Спешневы
Спешневы — дворянский род столбового дворянства.
В Гербовник внесены две фамилии Спешневых:
1. Потомства Фрола Спешнева, пожалованного вотчиною в 1610 год.(Герб. Часть VII. № 36.). В ОГДР имеется ещё запись о Чаадаевых, вышедших в Россию не позже рубежа XVI—XVII вв.: «Фамилии Спешневых Чаадай, а во святом крещении названный Фрол Васильев сын Спешнев, в 7118 (1610) году за Московское осадное сидение пожалован вотчиной и на оное грамотой». Относительно поздний выход и фамилия предка также позволяет говорить о казанском истоке[2].
2. Потомки Семёна Фомича Спешнева, владевшего поместьями в 1628 году.(Герб. Часть X. № 45)[1].

При подаче документов (1686) для внесения рода в Бархатную книгу, были предоставлены две родословные росписи: Фёдором Спешневым с приложением грамоты царя Фёдора Ивановича рязанскому стрелецкому голове Семёну Григорьевичу Спешневу на его поместье в половину деревни Ступино в Каменском стане Рязанского уезда (1585) и родословная роспись представленная Иваном Спешневым.
Род внесён в VI часть родословных книг Воронежской, Курской, Новгородской и Тверской губерний.
В XVII веке многие Спешневы служили воеводами, стольниками и стряпчими.

## Описание гербов

#### Герб. Часть X. № 45.
Герб потомства Семёна Фомича Спешнева: щит разделён параллельно на две части, в верхней части в голубом поле изображены три золотых шестиугольных звезды и посредине оных серебряная луна, рогами в правую сторону обращённая (изм. польский герб Ксежиц). В нижней части, в зелёном поле, серебряный олень, бегущий в правую сторону (польский герб Брохвич).
На щите дворянский коронованный шлем. Нашлемник: три страусовых пера. Намёт на щите голубой, подложенный серебром.

#### Герб. Часть VII. № 36.
Герб потомства Фрола-Чегодая (Чеодая) Васильевича Спешнева: в щите, разделённом горизонтально надвое и верхняя часть разделённая пополам вертикально изображены: в верхней половине в правом голубом поле изображены две золотые шестиугольные звезды и под ними серебряный полумесяц рогами вверх (польский герб Бойомир). В левом, красном поле, из облака означенных в верхнем левом углу виден выходящий лук со стрелою. В нижней части, в золотом поле, находится бегущий в правую сторону по земле олень. Щит увенчан дворянским шлемом и короной. Намёт на щите красный и голубой, подложенный золотом.

## Известные представители
- Спешнев Семён Григорьевич — стрелецкий голова,  убит под Астраханью (1591).
- Спешнев Иван  — воевода в Новодевичьем монастыре (1616).
- Спешнев Михаил - воевода в Кирилло-Белозерском монастыре (1617-1618).
- Спешнев Михайло Иванович — воевода в Кевроле (1613), в Данкове (1625-1628), в Козлове (1636-1637), Коломне, Великом Устюге (1639).
- Спешневы: Образец и Дружина Дружинины - калужские городовые дворяне (1627-1629).
- Спешневы: Первый Михайлов и Иван Григорьевич - серпейские городовые дворяне (1629).
- Спешнев Фрол-Чегодай Васильевич —  московский дворянин (1627-1640), воевода в Новосили (1632—1634), у Воцкой Засеки (1639), в Мосальске (1641-1643).
- Спешнев Савва Савельевич - воевода в Дмитрове (Московском) (1634).
- Спешнев Василий Исакович - московский дворянин (1640).
- Спешнев Михаил Фёдорович - воевода в Вятке (1640-1641).
- Спешнев Савва - губной староста, воевода в Кашине (до 1643).
- Спешнев Григорий Семёнович - письменный голова, воевода в Тобольске (1649-1652).
- Спешнев Осип Иванович — воевода в Луху и Кокшайске (1655—1657).
- Спешнев Григорий Лазаревич - воевода в Ярославле (1658).
- Спешнев Григорий - воевода в Копысе (1658), в Усмани (1672), в Ефремове (1677-1678).
- Спешнев Григорий Силич — воевода на Короче, в Усмани, в Ефремове (1663—1680).
- Спешнев Иван Денисович - письменный голова, воевода в Тобольске (1689).
- Спешнев Пётр Фёдорович - стольник царицы Прасковьи Фёдоровны (1692).
- Спешнев Иван Фёдорович - стольник царицы Прасковьи Фёдоровны (1692), стольник (1699).
- Спешнев Фёдор Осипович - воевода в Чёрном-Яру (1693).
- Спешневы: Сергей Петрович, Савва Максимович, Никита Никифорович, Терентий и Киприян Васильевичи, Юрий, Павел и Иван Григорьевичи, Григорий Дружинин, Афанасий Иванович, Осип, Григорий и Агап Богдановичи - московские дворяне (1658-1692).
- Спешневы: Фёдор Кириллович, Савва Максимович, Никита Самсонович, Наум Денисович, Матвей Григорьевич - стряпчие (1662-1692).
- Спешневы: Фёдор Осипович, Семён Самсонович, Иван Денисович, Иван Емельянович, Иван Иванович, Григорий Павлович, Фёдор, Тимофей и Аким Григорьевичи - стольники (1694)[5][6].
- Спешнев, Николай Александрович (1821—1882) — один из выдающихся Петрашевцев.